# Challenger (prohlubeň)

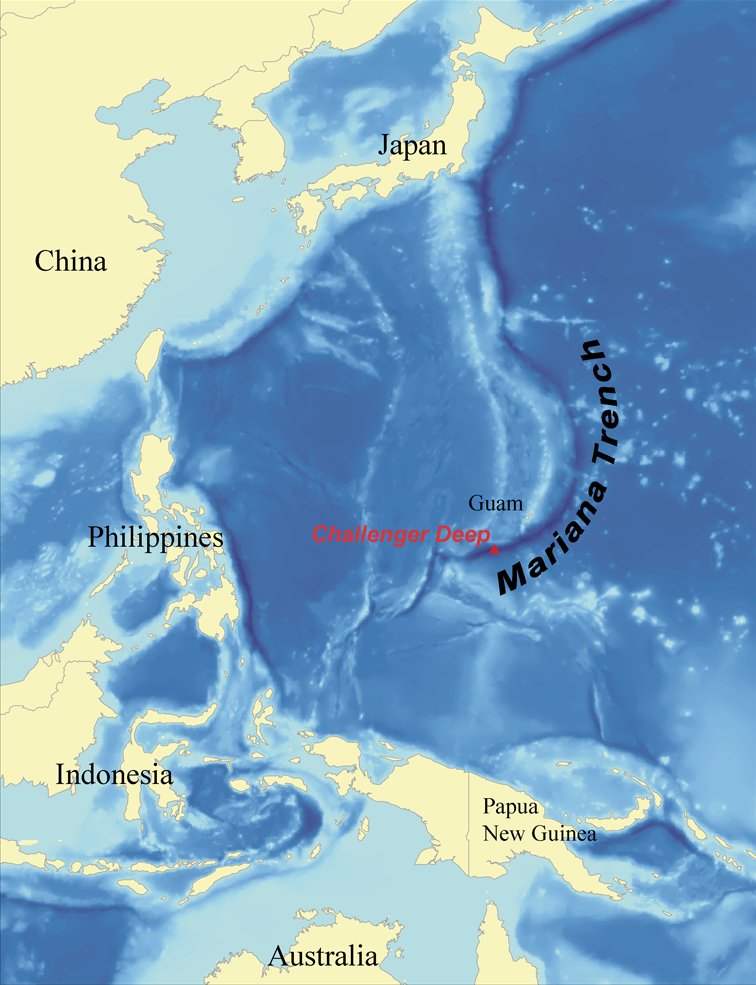
Poloha prohlubně Challenger

Prohlubeň Challenger (Challenger Deep), která se nachází v Marianském příkopu v Tichém oceánu, je nejhlubší místo na světě. Její hloubka činí asi 11 000 metrů (36 000 stop). Nejbližší pevninou je ostrov Fais, součást souostroví Yap. Toto jméno jí dala průzkumná loď Challenger II.   